# Smile.dk
Smile.dk är en svensk popgrupp bildad 1998 av Nina Boquist och Veronica Almqvist. Bandet förknippas med musikstilarna bubblegumdance, eurodance och disco, och är internationellt kända för låtarna "Butterfly" och "Golden Sky" till dansspelen Dance Dance Revolution. I Sverige känner man igen gruppen som endast "Smile" med sommarhiten "Boys" från 1999.

## Medlemmar
- Veronica Almqvist
- Cecilia Reiskog
- Hanna Stockzell (Var med på det 4:e albumet "Party Around The World" 2008)
- Malin Kernby (Var med på det 2:a och 3:e albumet, slutade 2008 men är med på "Doki Doki" och ett par andra låtar på albumet "Party around the world")
- Nina Boquist (Slutade efter 1:a albumet)

Smile.dk var kontrakterade på EMI i Danmark under de tre första albumen, därav namnet SMiLE.dk, tjejerna kommer från Sverige och spelar för närvarande in sitt femte fullängds album "Make Up Collection".

## Diskografi

### Singlar
- Butterfly
- Boys
- Mr. Wonderful
- Coconut
- Get Out
- Doo Be Di Boy
- Dancing All Alone
- Kissy Kissy
- Dragonfly
- First Time Lovers
- Domo Domo Domo
- Golden Sky
- Petit Love
- Doki Doki (2008)
- Summer Party (2008)
- Butterfly'09 (2009)
- Koko Soko (2010)
- Our Little Corner (26 november 2015)
- Holidays (10 december 2017)

### Album
- Smile (1998)
- Future Girls (2000)
- Smile Paradise (2001)
- Golden Sky (2002)
- Party Around the World (2008)
- Forever (2017)

### TV-spel
| Låt                       | Spel                               | Hårdvara      | Region | Släppt |
| ------------------------- | ---------------------------------- | ------------- | ------ | ------ |
| Butterfly                 | Dance Dance Revolution             | Arcade        | Japan  | 1998   |
| Boys                      | Dance Dance Revolution 2ndMIX      | Arcade        | Japan  | 1999   |
| Butterfly (Upswing Mix)   | Dance Dance Revolution 3rdMIX      | Arcade        | Japan  | 1999   |
| Mr. Wonderful             | Dance Dance Revolution 3rdMIX      | Arcade        | Japan  | 1999   |
| Boys (Euro Mix)           | Dance Dance Revolution 4thMIX      | Arcade        | Japan  | 2000   |
| Petit Love                | Dance Dance Revolution 4thMIX Plus | Arcade        | Japan  | 2000   |
| Dancing All Alone         | Dance Dance Revolution 5thMIX      | Arcade        | Japan  | 2001   |
| Golden Sky                | Dance Dance Revolution SuperNOVA   | Arcade        | Japan  | 2006   |
| Kissy Kissy               | Ez2Dancer UK Move Special Edition  | Arcade        | UK     | 2003   |
| Butterfly (Delaction Mix) | Pop'n Music 13 Carnival            | Console (PS2) | Japan  | 2006   |